# Umred
Umred är en ort i Indien.   Den ligger i distriktet Nagpur och delstaten Maharashtra, i den centrala delen av landet, 900 km söder om huvudstaden New Delhi. Umred ligger 289 meter över havet och antalet invånare är 51 794.
Terrängen runt Umred är platt. Runt Umred är det ganska tätbefolkat, med 160 invånare per kvadratkilometer. Närmaste större samhälle är Kūhi, 18,4 km norr om Umred. Trakten runt Umred består till största delen av jordbruksmark.